# Lispe albitarsis
Lispe albitarsis är en tvåvingeart som beskrevs av Stein 1898. Lispe albitarsis ingår i släktet Lispe och familjen husflugor. Inga underarter finns listade i Catalogue of Life.